# New England Patriots 2015
La stagione 2015 dei New England Patriots è stata la 46ª della franchigia nella National Football League, la 56ª complessiva e la 16ª con Bill Belichick come capo-allenatore. La squadra ha iniziato l'annata come campione in carica.
Dopo la finale della AFC del 18 gennaio 2015, i gli Indianapolis Colts accusarono i Patriots di avere intenzionalmente sgonfiato i propri palloni per favorire la presa del proprio quarterback, una pratica vietata. I risultati dello scandalo, divenuto noto come Deflategate, furono pubblicati dalla NFL il 6 maggio 2015. Cinque giorni dopo, la lega sospese Tom Brady per le prime quattro partite della stagione 2015, multò i Patriots di un milione di dollari e revocò loro la scelta del primo giro del Draft NFL 2016 e la scelta del quarto giro del Draft NFL 2017. Il 3 settembre 2015 la sanzione di Brady fu annullata dal giudice federale Richard Berman.
Nel divisional round dei playoff, i Patriots batterono i Chiefs, raggiungendo la quinta finale di conference consecutiva. Nell'AFC Championship, giocato allo Sports Authority Field di Denver, New England perse per 18-20 contro i Broncos padroni di casa e futuri vincitori del Super Bowl 50, chiudendo così la propria stagione.

## Scelte nel Draft 2015

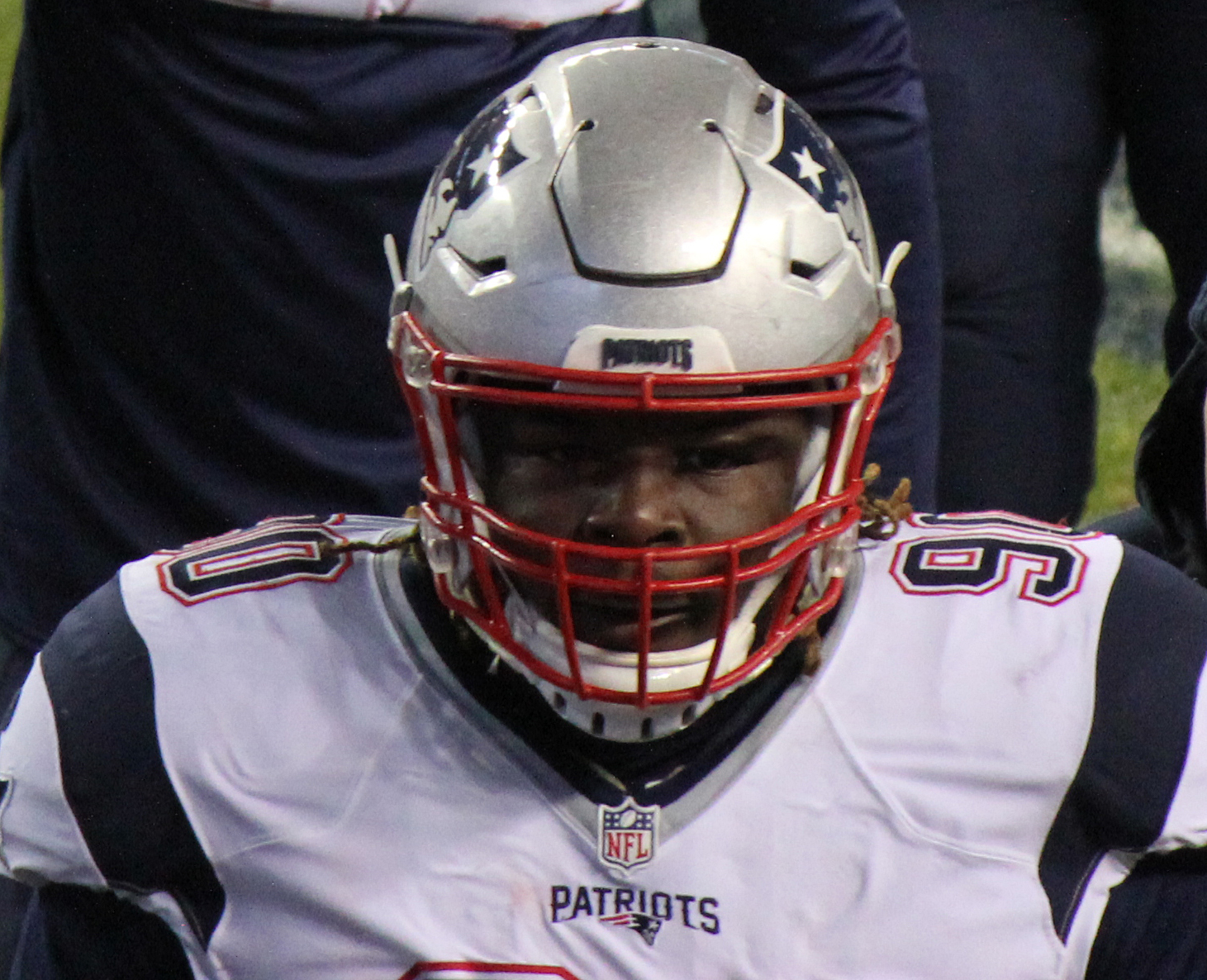
Malcom Brown fu la scelta del primo giro dei Patriots nel Draft 2015

| Giro | Scelta | Giocatore       | Ruolo | College         |
| ---- | ------ | --------------- | ----- | --------------- |
| 1    | 32     | Malcom Brown    | DT    | Texas           |
| 2    | 64     | Jordan Richards | SS    | Stanford        |
| 3    | 97     | Geneo Grissom   | DE    | Oklahoma        |
| 4    | 101    | Trey Flowers    | DE    | Arkansas        |
| 4    | 111    | Tre' Jackson    | G     | Florida State   |
| 4    | 131    | Shaq Mason      | C     | Georgia Tech    |
| 5    | 166    | Joe Cardona     | LS    | Navy            |
| 6    | 178    | Matthew Wells   | LB    | Mississippi St. |
| 6    | 202    | A.J. Derby      | TE    | Arkansas        |
| 7    | 247    | Darryl Roberts  | CB    | Marshall        |
| 7    | 253    | Xzavier Dickson | LB    | Alabama         |

## Staff
| Staff dei New England Patriots nel 2015 |
| --- |
| Organi dirigenziali - Proprietario/CEO – Robert Kraft - Presidente – Jonathan Kraft - Direttore del personale dei giocatori – Nick Caserio - Direttore degli osservatori del college – Monti Ossenfort - Direttore dell'amministrazione degli osservatori – Nancy Meier - Direttore degli osservatori dei professionisti – Bob Quinn - Assistente dir. osservatori professionisti – Dave Ziegler - Football Research Director – Ernie Adams - Assistente staff degli allenatori – Michael Lombardi Capo allenatore - Bill Belichick Altri allenatori - Preparatore atletico – Harold Nash - Assistente p.a. – Moses Cabrera Allenatori dell'attacco - Coordinatore dell'attacco/Quarterback: Josh McDaniels - Running Back – Ivan Fears - Wide Receiver – Chad O'Shea - Tight End – Brian Daboll - Offensive Line – Dave DeGuglielmo Allenatori della difesa - Coordinatore della difesa: Matt Patricia - Linebacker – Patrick Graham - Cornerback – Josh Boyer - Safety – Brian Flores - Defensive Line/Assistente – Brendan Daly Allenatori dello special team - Special Team – Joe Judge - Assistente Special Team - Raymond Ventrone |

## Roster
| Roster dei New England Patriots nel 2015 |
| --- |
| Quarterback - 12 Tom Brady - 10 Jimmy Garoppolo Running Back - 38 Brandon Bolden - 39 Steven Jackson - 28 James White Wide Receiver - 80 Danny Amendola - 17 Aaron Dobson - 11 Julian Edelman - 14 Chris Harper - 18 Matthew Slater Tight End - 88 Scott Chandler - 87 Rob Gronkowski - 47 Michael Hoomanawanui - 85 Michael Williams T Offensive Linemen - 60 David Andrews C - 61 Marcus Cannon T - 71 Cameron Fleming T - 63 Tre' Jackson G - 67 Josh Kline G - 69 Shaq Mason G - 77 Nate Solder T - 66 Bryan Stork C - 76 Sebastian Vollmer T - 62 Ryan Wendell G Defensive Linemen - 97 Alan Branch DT - 92 Malcom Brown DT - 99 Dominique Easley DT - 74 Trey Flowers DE - 48 Geneo Grissom DE - 70 Rufus Johnson DE - 95 Chandler Jones DE - 50 Rob Ninkovich DE - 93 Jabaal Sheard DE - 96 Sealver Siliga DT Linebacker - 91 Jamie Collins OLB - 55 Jonathan Freeny OLB - 54 Dont'a Hightower OLB - 53 Eric Martin OLB - 51 Jerod Mayo MLB Defensive Back - 21 Malcolm Butler CB - 31 Tarell Brown CB - 23 Patrick Chung SS - 43 Nate Ebner SS - 24 Bradley Fletcher CB - 30 Duron Harmon FS/SS - 32 Devin McCourty FS - 37 Jordan Richards SS - 26 Logan Ryan CB - 27 Tavon Wilson SS/FS Special Team - 6 Ryan Allen P - 49 Joe Cardona LS - 3 Stephen Gostkowski K Lista delle riserve - 29 LeGarrette Blount RB (Sospeso) - 82 Josh Boyce WR (IR) - 86 A.J. Derby TE (IR) - 46 James Develin FB (IR) - 52 Dane Fletcher MLB (PUP) - -- Tyler Gaffney RB (IR) - 13 Brandon Gibson WR (IR) - 19 Brandon LaFell WR (PUP) - -- Kevin Hughes T (IR) - 16 Jonathan Krause WR (IR) - 94 Chris Jones DT (PUP) - -- Darryl Roberts CB (IR) - 84 Brian Tyms WR (IR) 53 attivi, 13 inattivi |
| Legenda - I rookie sono in corsivo. - Il primo ruolo è il principale mentre gli eventuali successivi indicano i ruoli secondari. - (IR) sta per Injured Reserve ed indica la lista ristretta per un solo giocatore infortunato che può tornare ad allenarsi dopo la settimana 6 e a rientrare in prima squadra dopo che questa ha giocato 8 partite. - (NF-Inj.) / (NF-Ill.) stanno rispettivamente per Non-Football Injured e Non-Football Illness ed indicano le liste dove viene inserito un giocatore che ha un infortunio o una malattia non dipendente dal football americano. - (PUP) sta per Physically Unable to Perform ed indica la lista dove viene inserito un giocatore mentre è in attesa di recuperare la condizione fisica. Nella stagione regolare dopo la sesta partita giocata dalla propria squadra, il giocatore ha tempo tre settimane per riprendere ad allenarsi, più tre settimane aggiuntive dal suo rientro agli allenamenti per rientrare in prima squadra. |

## Calendario

### Stagione regolare
Il calendario della stagione è stato annunciato ad aprile 2015.
| Turno | Data               | Ora                | Avversario            | Risultato          | Record             | Stadio                 | TV                 | NFL.com recap      |
| ----- | ------------------ | ------------------ | --------------------- | ------------------ | ------------------ | ---------------------- | ------------------ | ------------------ |
| 1     | 10/9               | 8:30 p.m. EDT      | Pittsburgh Steelers   | V 28–21            | 1–0                | Gillette Stadium       | NBC                | Recap              |
| 2     | 20/9               | 1:00 p.m. EDT      | at Buffalo Bills      | V 40–32            | 2–0                | Ralph Wilson Stadium   | CBS                | Recap              |
| 3     | 27/9               | 1:00 p.m. EDT      | Jacksonville Jaguars  | V 51–17            | 3–0                | Gillette Stadium       | CBS                | Recap              |
| 4     | Settimana di pausa | Settimana di pausa | Settimana di pausa    | Settimana di pausa | Settimana di pausa | Settimana di pausa     | Settimana di pausa | Settimana di pausa |
| 5     | 11/10              | 4:25 p.m. EDT      | at Dallas Cowboys     | V 30–6             | 4–0                | AT&T Stadium           | CBS                | Recap              |
| 6     | 18/10              | 8:30 p.m. EDT      | at Indianapolis Colts | V 34–27            | 5–0                | Lucas Oil Stadium      | NBC                | Recap              |
| 7     | 25/10              | 1:00 p.m. EDT      | New York Jets         | V 30–23            | 6–0                | Gillette Stadium       | CBS                | Recap              |
| 8     | 29/10              | 8:30 p.m. EDT      | Miami Dolphins        | V 36-7             | 7–0                | Gillette Stadium       | NFL Network        | Recap              |
| 9     | 8/11               | 1:00 p.m. EST      | Washington Redskins   | V 27-10            | 8–0                | Gillette Stadium       | Fox                | Recap              |
| 10    | 15/11              | 4:25 p.m. EST      | at New York Giants    | V 27-26            | 9–0                | MetLife Stadium        | CBS                | Recap              |
| 11    | 23/11              | 8:30 p.m. EST      | Buffalo Bills         | V 20-13            | 10–0               | Gillette Stadium       | ESPN               | Recap              |
| 12    | 29/11              | 8:30 p.m. EST      | at Denver Broncos     | S 24-30            | 10–1               | Sports Authority Field | NBC                | Recap              |
| 13    | 6/12               | 4:25 p.m. EST      | Philadelphia Eagles   | S 28-35            | 10–2               | Gillette Stadium       | Fox                | Recap              |
| 14    | 13/12              | 8:30 p.m. EST      | at Houston Texans     | V 27-6             | 11-2               | NRG Stadium            | NBC                | Recap              |
| 15    | 20/12              | 1:00 p.m. EST      | Tennessee Titans      | V 33-16            | 12-2               | Gillette Stadium       | CBS                | Recap              |
| 16    | 27/12              | 1:00 p.m. EST      | at New York Jets      | S 20–26 (DTS)      | 12–3               | MetLife Stadium        | CBS                | Recap              |
| 17    | 3/1                | 1:00 p.m. EST      | at Miami Dolphins     | S 10–20            | 12–4               | Sun Life Stadium       | CBS                | Recap              |

Note
- Gli avversari della propria division sono in grassetto.

### Playoff
| Turno            | Data                                      | Ora                                       | Avversario (seed)                         | Risultato                                 | Risultato                                 | Stadio                                    | TV                                        | NFL.com recap                             |
| Turno            | Data                                      | Ora                                       | Avversario (seed)                         | Punteggio                                 | Record                                    | Stadio                                    | TV                                        | NFL.com recap                             |
| ---------------- | ----------------------------------------- | ----------------------------------------- | ----------------------------------------- | ----------------------------------------- | ----------------------------------------- | ----------------------------------------- | ----------------------------------------- | ----------------------------------------- |
| Wild Card        | Qualificati direttamente al secondo turno | Qualificati direttamente al secondo turno | Qualificati direttamente al secondo turno | Qualificati direttamente al secondo turno | Qualificati direttamente al secondo turno | Qualificati direttamente al secondo turno | Qualificati direttamente al secondo turno | Qualificati direttamente al secondo turno |
| Divisional       | 16/1                                      | 4:35 p.m. EST                             | Kansas City Chiefs (5)                    | V 27-20                                   | 13-4                                      | Gillette Stadium                          | CBS                                       | Recap                                     |
| AFC Championship | 24/1                                      | 3:05 p.m. EST                             | at Denver Broncos (1)                     | S 18-20                                   | 13-5                                      | Sports Authority Field at Mile High       | CBS                                       | Recap                                     |

## Classifiche

### Division
| AFC East                 | AFC East | AFC East | AFC East | AFC East | AFC East | AFC East | AFC East | AFC East | AFC East |
|                          | V        | S        | P        | %        | DIV      | CONF     | PF       | PS       | Str.     |
| ------------------------ | -------- | -------- | -------- | -------- | -------- | -------- | -------- | -------- | -------- |
| (2) New England Patriots | 12       | 4        | 0        | .750     | 4–2      | 9–3      | 465      | 315      | S2       |
| New York Jets            | 10       | 6        | 0        | .625     | 3–3      | 7–5      | 387      | 314      | S1       |
| Buffalo Bills            | 8        | 8        | 0        | .500     | 4–2      | 7–5      | 379      | 359      | V2       |
| Miami Dolphins           | 6        | 10       | 0        | .375     | 1–5      | 4–8      | 310      | 389      | V1       |